# Deliquescence
Deliquescence – album koncertowy amerykańskiego zespołu Swans, wydany w 2017 w limitowanej edycji (3000 egzemplarzy) przez Young God Records.
Deliquescence zawiera nagrania zarejestrowane podczas koncertów zespołu w Berlinie i San Francisco w latach 2016–2017.

## Lista utworów
Wersja 2xCD:
CD1:
| Nr | Tytuł utworu          | Długość |
| -- | --------------------- | ------- |
| 1. | „The Knot”            | 45:38   |
| 2. | „Screen Shot”         | 7:51    |
| 3. | „Cloud of Forgetting” | 16:01   |
| 4. | „Deliquescing”        | 10:09   |

CD2:
| Nr | Tytuł utworu                        | Długość |
| -- | ----------------------------------- | ------- |
| 1. | „Cloud of Unknowing”                | 29:22   |
| 2. | „The Man Who Refused to Be Unhappy” | 9:44    |
| 3. | „The Glowing Man”                   | 36:21   |

## Twórcy
- Michael Gira – śpiew, gitara elektryczna
- Norman Westberg – gitara elektryczna
- Christoph Hahn – gitara hawajska
- Phil Puleo – perkusja, cymbały
- Chris Pravdica – gitara basowa
- Paul Wallfisch – instrumenty klawiszowe